# Réservoir (film)
Pour les articles homonymes, voir Réservoir.
Pour plus de détails, voir Fiche technique et Distribution.
Réservoir est un film québécois réalisé par Kim St-Pierre sorti en 2019.

## Synopsis
Deux frères, Jonathan, un militaire, et Simon, plutôt artiste et musicien, se retrouvent sur la vaste étendue d'eau que constitue le réservoir Gouin. À travers les multiples recoins de ce réservoir, ils recherchent le chalet de pêche de leur père qui vient de mourir. Ils veulent y répandre les cendres de ce dernier.

## Fiche technique
- Titre original : Réservoir
- Réalisation : Kim St-Pierre
- Scénario : Kim St-Pierre, Isabelle Pruneau-Brunet
- Musique : Eloi Ragot
- Direction artistique : Suzel D. Smith
- Costumes : Gabrielle Tougas-Fréchette
- Maquillage et coiffure : Tania Guarnaccia
- Photographie : Natan B. Foisy
- Son : Jean-Sébastien Beaudoin Gagnon, Benoît Dame, Jérémie Jones
- Montage : Sophie Benoit Sylvestre
- Production : Julie Groleau
- Société de production : Couronne Nord
- Société de distribution : Fragments Distribution
- Budget : 250 000 dollars[1]
- Pays de production :  Canada
- Langue originale : français
- Format : couleur — format de tournage : 2K
- Genre : drame
- Durée : 87 minutes
- Dates de sortie :
  - Canada : 27 octobre 2019 (première au Festival du cinéma international en Abitibi-Témiscamingue (FCIAT))[2]
  - Canada : 6 décembre 2019 (sortie en salle au Québec)
  - Canada : 9 mars 2020 (VOD)
  - Italie : 9 octobre 2020 (première internationale au Social World Film Festival)

## Distribution
- Maxime Dumontier : Jonathan
- Jean-Simon Leduc : Simon
- Marco Collin : Steve
- Yvan Benoit : curé
- Claudia Hurtubise : préposée au columbarium
- Martin Desgagné : Daniel Dorion, le père

## Nominations
Social World Film Festival 2020
- 4 nominations :
  - Meilleur scénario : Kim St-Pierre, Isabelle Pruneau-Brunet
  - Meilleur acteur : Jean-Simon Leduc
  - Meilleure photographie : Natan B. Foisy
  - Meilleure musique originale : Eloi Ragot